# میلوتیتسه ناد اوپاووو
میلوتیتسه ناد اوپاووو (به چکی: Milotice nad Opavou) یک منطقهٔ مسکونی در جمهوری چک است که در شهرستان برونتال واقع شده‌است.